# 일라이 (2019년 영화)
《일라이》(영어: Eli)는 2019년 10월 18일 넷플릭스를 통해 공개된 미국의 공포 영화이다. 키어런 포이가 감독을 맡았다. 희귀 자가 면역 질환이 있는 소년이 치료를 위해 부모님과 사설 기관을 찾으면서 이야기가 시작된다.

## 출연
- 찰리 쇼트웰 - 일라이 밀러 역
- 릴리 테일러 - 이저벨라 혼 박사 역
- 켈리 라일리 - 로즈 밀러 역
- 세이디 싱크 - 헤일리 역
- 맥스 마티니 - 폴 밀러 역
- 디닌 타일러 - 간호사 바버라 역